# دانشگاه دولتی سومقاییت
دانشگاه دولتی سومقاییت (آذربایجانی: Sumqayıt Dövlət Universiteti) یک دانشگاه دولتی که در سال ۱۹۶۱ میلادی در شهر سومقاییت تأسیس شده‌است..

## تاریخچه
دانشگاه دولتی سومقاییت در سال ۱۹۶۱ میلادی به‌عنوان یکی از دانشکده‌های تحت نظارت آکادمی دولتی نفت آذربایجان تأسیس شد. سپس در سال ۱۹۹۲ میلادی با عنوان موسسه صنعتی آذربایجان از آکادمی نفت انتزاع و دوباره در سال ۲۰۰۰ میلادی به دانشگاه ارتقاء یافت..  

## آمار
دانشگاه دولتی سومقاییت دارای ۷ دانشکده به‌شرح ذیل می‌باشد::
- "ریاضیات"
- "فیزیک و الکترونیک"
- "شیمی"
- "مهندسی"
- "اقتصاد و مدیریت"
- "تاریخ"
- "زبان خارجه"